# Beutelmühle

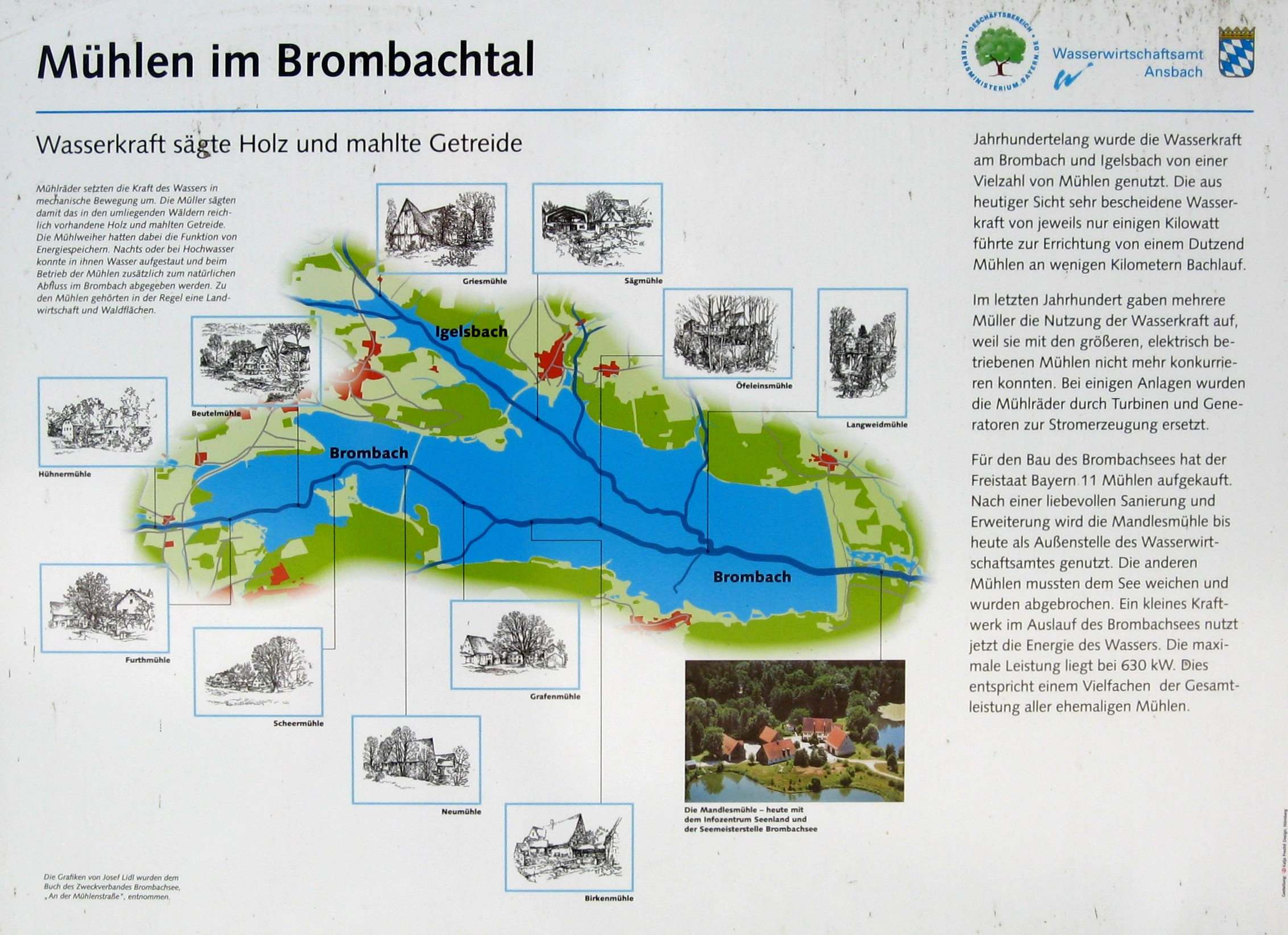
Infotafel am Nordufer des Brombachsees zu den abgegangenen Mühlen

Die Beutelmühle ist ein abgegangener Gemeindeteil der damaligen Gemeinde Thannhausen im früheren mittelfränkischen Landkreis Gunzenhausen. Heute gehört das Gebiet zur Gemeinde Pfofeld (Landkreis Weißenburg-Gunzenhausen).
Die Beutelmühle lag am Brombach nordöstlich des Pfofelder Gemeindeteils Langlau und südlich von Absberg im Bereich des heutigen Kleinen Brombachsees. Benachbarte Mühlen waren die (an anderer Stelle wieder aufgebaute) Furthmühle und die ebenfalls durch den Bau des Stausees abgegangene Scheermühle. Nahe der Beutelmühle mündete der Beutelmühlgraben.

## Geschichte
Der Ortsnamenforscher Robert Schuh nennt drei mögliche Deutungen des Ortsnamens: „Mühle, die so schnell mahlen kann, dass man gleich auf das aus dem Getreide gemahlene Mehl warten kann“ oder „Mühle mit Mahlkasten“ oder „Mühle mit Mehlbeutel (Mühle, in der das Mehl durch den Mehlbeutel geschüttelt wird).“
1398 wird die Einöde erstmals erwähnt, als am 29. Mai dieses Jahres Stefan von Absberg mit seiner Ehefrau Barbara von Uttenhofen und sein Bruder Hadmar unter anderem die „BeittenMüll“ und den „BeittenWeyer“ an die Deutschordenskommende Ellingen verkauften. Dorthin war sie spätestens seit dem frühen 17. Jahrhundert (Beleg von 1608) vogt- und gültbar; die Fraisch war nach einem Beleg von 1612 zwischen dem Deutschen Orden und dem markgräflich-ansbachischen Amt Gunzenhausen strittig. Für 1732 erfährt man, dass die Mühle nach Absberg gepfarrt ist und der Zehnt brandenburgisch-ansbachischer Besitz ist; die Vogtei inner Ettern wird vom Deutschen Orden in Ellingen wahrgenommen, während die hohe Fraisch nunmehr eindeutig beim markgräflichen Oberamt Gunzenhausen liegt.
1792 wurde die Einöde mit dem Markgrafentum Ansbach preußisch. Am Ende des Heiligen Römischen Reichs ging die Beutelmühle mit dem ehemaligen Fürstentum Ansbach infolge des Reichsdeputationshauptschlusses 1806 an das neue Königreich Bayern über, wo die Einöde im Landgericht/Rentamt Gunzenhausen ab 1808 dem Steuerdistrikt Absberg, ab 1811 der Ruralgemeinde Absberg und ab 1818 der Ruralgemeinde Thannhausen eingegliedert war.
Von den Mühlenbetreibern sind aus dem Lauf der Jahrhunderte mehrere bekannt. So waren 1585 Hans Pommer und seine eheliche Hausfrau Veronica Deutschordenshintersassen auf der Beuttelmühl. 1644 hießen die Müllersleute Hans Himelseher und Maria. 1644 bis 1834 saß die Familie Rupp auf der Mühle; für 1831 ist bekannt, dass neben der Mahlmühle auch eine Schneidemühle betrieben wurde. Seit 1858 wurde die Mühle von der Familie Walter betrieben, bis das Anwesen durch den Freistaat Bayern zum Bau des Kleinen Brombachsees aufgekauft wurde. Die letzten Besitzer Hermann und Elsa Walter betrieben die Landwirtschaft der Mühle und das Sägewerk bis zum Abbruch der Mühle in den 1980er Jahren und der Flutung des Kleinen Brombachsees.

### Einwohnerzahlen
- 1818: 11 Einwohner[10]
- 1824: 9 Einwohner, 1 Anwesen[10]
- 1831: 12 Einwohner, 2 Häuser[8]
- 1867: 9 Einwohner, 4 Gebäude[11]
- 1929: 9 Einwohner[12]
- 1950: 8 Einwohner, 2 Gebäude[10]
- 1961: 6 Einwohner, 1 Wohngebäude[13]
- 1979: 6 Einwohner[2]